# Der Sieg des Hosenrocks
Der Sieg des Hosenrocks è un cortometraggio muto del 1911 diretto da Emil Albes.

## Produzione
Il film fu prodotto dalla Deutsche Bioscop GmbH.

## Distribuzione
Uscì nelle sale cinematografiche tedesche nel giugno 1911 con un visto di censura rilasciato in data 19 giugno 1911.